# Діана Відмаєр Пікассо
Діана Відмаєр-Руїс-Пікассо (фр. Diana Widmaier-Ruiz-Picasso, нар. 12 березня 1974) — французька вчена, історик мистецтва, що спеціалізується на сучасному мистецтві, живе в Парижі.

## Біографія
Діана Відмаєр-Руїс-Пікассо — дочка Майї Відмаєр-Пікассо та по материнській лінії онука відомого іспансько-французького художника, скульптора та графіка Пабло Пікассо та  французької моделі і натурниці Марі-Терези Вальтер.
Отримавши ступінь магістра приватного права (в Університеті Пантеон-Ассас ) і ступінь магістра історії мистецтва в Університеті Париж IV (Сорбонна) — її дисертація була про ринок мистецтва у Франції в сімнадцятому столітті — вона вирішила спеціалізуватися на старих майстрах живопису. Працювала на кількох виставках у музеях (Метрополітен-музей у Нью-Йорку, Institut Néerlandais у Парижі), а згодом протягом трьох років стала експертом із малюнків старих майстрів на Sotheby’s у Лондоні та Парижі.
Разом із Роєм Себагом вона є співзасновником і головним художнім директором ювелірної компанії під назвою Menē, заснованої в 2017 році.
Діана Відмаєр Пікассо бере участь у мистецьких організаціях: Trustee MoMA PS1, Нью-Йорк (з 2009), Trustee Kunst-Werke, Берлін (з 2007), International Council of MoMA, Нью-Йорк (з 2000), Tate International Council, Лондон (з 2007). 2005), Візитовий комітет Метрополітен-музею для відділів 19-го, 20-го та 21-го століть (з 2008 року), член комітету виконавського мистецтва Музею Вітні, Нью-Йорк (з 2013 року).
Вона також бере участь у некомерційних організаціях: Girls Inc. (організація, яка фокусується на наданні впевненості дівчатам), Elevate New York (програма розвитку молоді), Chez Bushwick (організація, яка просуває міждисциплінарне мистецтво та перформанс), Education Through Music (організація, яка надає інструменти та музичні класи в міських школах).
Має доньку, народжену у квітні 2017 року. 
У 2017 році вона була названа кавалером Ордену мистецтв і літератури. У 2022 році Ріма Абдул Малак присвоїла їй звання офіцера Ордену мистецтв і літератури.

## DWP Editions - Каталог-резоне
У 2003 році Діана Відмаєр Пікассо створила дослідницьку компанію під назвою DWP Editions і почала збирати інформацію про роботи свого дідуся. З 2013 року вона працює над каталогом-резоне (наукове дослідження, що включає всі відомі твори певного митця) скульптур Пікассо з командою дослідників. У цьому каталозі буде представлено понад 2000 тривимірних робіт, включаючи такі матеріали, як гіпс, бронза, дерево, теракота, картон і папір.
Діана Відмаєр Пікассо також відповідає за колекцію мистецтва та архівні матеріали своєї матері Майї Руїс-Пікассо.

## Кураторські роботи
- «Майя Руїс-Пікассо, дочка Пабло», Париж, Національний музей Пікассо-Париж, 16 квітня – 31 грудня 2022 р.[15]
- «Пікассо: La Scultura», Roma, Galleria Borghese, 9 жовтня 2018 - 3 лютого 2019
- «Пікассо і Майя: батько і дочка», Париж, Gagosian Gallery, 18 жовтня - 24 лютого 2017
- «Бажання», Маямі, Moore Building, Art Basel Miami Beach, 30 листопада - 4 грудня 2016 [16][17]
- «Пікассо Пікассо: вибір із колекції Майї Руїс-Пікассо», Нью-Йорк, Gagosian Gallery, 10 листопада 2016 - 18 лютого 2017 [18][19]
- «Пікассо.манія», Париж, Galeries nationales du Grand Palais, 7 жовтня 2015 — 29 лютого 2016 [20][21]
- «Пікассо і Марія-Тереза: «L'Amour Fou».», Нью-Йорк, Gagosian Gallery, 14 квітня - 15 липня 2011 [22][23][24]

## Книги
- Diana Widmaier Picasso, Maya Ruiz-Picasso, fille de Pablo, Paris, Skira, 2022
- Diana Widmaier Picasso, Philippe Charlier, Picasso Sorcier, Paris, Gallimard NRF, 2022
- Diana Widmaier Picasso, Picasso and Maya: Father and Daughter, New York, Gagosian, 2019
- Diana Widmaier Picasso, Picasso: The Impossible Collection, New York, Assouline, 2019
- Diana Widmaier Picasso, Art Can Only Be Erotic, Munich, Prestel, 2005 ISBN 3-7913-3160-4.[25]

## Есеї
- « Pregnant Woman: In the Work of Louise Bourgeois and Pablo Picasso », Louise Bourgeois & Pablo Picasso, Anatomies of Desire (catalogue de l'exposition), Zürich, Hauser & Wirth, 2019, p. 90-129
- « Picasso and the Revitalization of Sculpture », Picasso: The Sculpture (catalogue of the exhibition), Rome, Galleria Borghese, Milan, Officina Libraria, 2018, p. 18-45
- « Picasso and Monumental Sculpture: Chicago, 1963-1967 », Picasso: The Sculpture (catalogue of the exhibition), Rome, Galleria Borghese, Milan, Officina Libraria, 2018, p. 70-85
- « Picasso's Sculpture Studio in the Photographs of Edward Quinn », Picasso: The Sculpture (catalogue of the exhibition), Roma, Galleria Borghese, Milan, Officina Libraria, 2018, p. 86-115
- (in French) « Picasso et les photographes : d'un objectif à l'autre », Picasso, les années Vallauris (catalogue of the exhibition), Paris, Réunion des musées nationaux, 2018, p. 229-236
- (in French) « Vallauris, un terrain d'expérimentations pour la sculpture de Picasso », Picasso, les années Vallauris (catalogue of the exhibition), Paris, Réunion des musées nationaux, 2018, p. 213-227
- « Rescue: The end of a year », Picasso 1932: Love, Fame, Tragedy (catalogue of the exposition), London, Tate Gallery Publishing, 2018, p. 208-233
- (фр.) « Marie-Thérèse Walter, muse de Boisgeloup », Boisgeloup, l'atelier normand de Picasso (catalogue of the exhibition), Rouen, Réunion des musées métropolitains de Rouen-Normandie, Artlys Editions, 2017, p. 80-91
- « PascALEjandro or the third artist », PascALEjandro, Alchemical Androgynous (catalogue of the exhibition), Paris, Actes Sud, 2017
- « I would like to deliver a family secret... », 100 Secrets of the Art World: Everything you always wanted to know about the arts but were afraid to ask, Londres, Koenig Books, 2016, p. 106-107
- (фр.) « De Rodin à Picasso : la sculpture à travers l'oeil du photographe », Une pensée pour Rodin : d'hier à aujourd'hui, ses admirateurs lui rendent hommage, Paris, Place des Victoires, 2016, p. 67-69
- (фр.) « Femme aux bras écartés, du carton à la tôle », Picasso.Sculptures (catalogue de l'exposition), Paris, Musée national Picasso-Paris, Somogy, 2016, p. 270-273
- « Picasso and Marie-Thérèse Walter: Erotic Passion and Mystic Union », Picasso: The Artist and his Muses (catalogue de l'exposition), Vancouver, Vancouver Art Gallery, 2016, p. 58-79
- « Picasso Finished/Unfinished », Unfinished: Thoughts left visible (catalogue de l'exposition), New York, The Metropolitan Museum of Art, New Haven, Yale University Press, 2016, p. 188-193
- (фр.) « Picasso et les arts (cinéma, danse, théâtre et art vidéo) », Picasso.mania (catalogue of the exhibition), Réunion des Musées Nationaux, 2015, pp. 258-261 ISBN 2-7118-6266-6
- (фр.) « La sculpture de Picasso et après ... » Picasso.mania (catalogue of the exhibition), Réunion des Musées Nationaux, 2015, pp. 258-261 ISBN 2-7118-6266-6
- (фр.) « Réflexions et perspectives contemporaines sur la sculpture monumentale de Picasso à partir d'un document d'archives inédit », Actes du Colloque Revoir Picasso, Colloque international du 25 au 28 mars 2015, Paris, Musée national Picasso-Paris, Grand Palais, 2015[26]
- « Pablo Picasso: a tribute to American collectors », in Transfigurations: Modern Masters from the Wexner Family Collection (catalogue de l'exposition), Columbus, Wexner Center for the Arts, 2014 ISBN 1-8813-9055-1
- « Pablo Picasso's Sheet-Metal Sculptures, Vallauris 1954-1965: Design, Materials and Experimentation », Sylvette, Sylvette, Sylvette. Picasso and the Model (catalogue of the exhibition), Kunsthalle Bremen, Münich, Prestel, 2014, pp. 160–197 ISBN 3-7913-5362-4
- « The Marie-Thérèse Years: a Frenzied Dialogue for the Sleeping Muse, or the Rebirth of Picasso’s Plastic Laboratory », Picasso and Marie-Thérèse: L’Amour fou (catalogue of the exhibition), New York, Gagosian Gallery, Rizzoli International Publications, 2011, pp. 60–97 ISBN 0-8478-3713-0
- « The provenance of Picasso’s Collection of Erotic Japanese Prints », Picasso. Secret Images and the Japanese Erotic Prints, (catalogue of the exhibition), Barcelona, Museu Picasso, Londres, Thames & Hudson, 2009, pp. 90–94 ISBN 0-5000-9354-7
- (фр.) « Ambroise Vollard et les sculptures de Picasso » De Cézanne à Picasso. Chefs d’œuvre de la galerie Vollard (catalogue of the exhibition), Paris, Musée d’Orsay, Réunion des Musées Nationaux, 2007, pp. 195–201 ISBN 2-7118-5272-5
- (нім.) « Picasso Schaffen für das Theater und die Definition der Skulptur / Picasso’s Creations for the Theatre and the Definition of Sculpture », Picasso und das Theater / Picasso and the Theatre, (catalogue de l’exposition), Francfort, Kunsthalle, Ostfildern, Hatje Cantz Verlag, 2006, pp. 155–163 ISBN 3-7757-1872-9
- (нім.) « Picasso und Cranach der Ältere : Kunst als Lebenskraft », Cranach. Gemälde aus Dresden, (catalogue of the exhibition), Chemnitz, Kunstsammlungen, Köln, Wienand Verlag, 2005, pp. 64–76 ISBN 3-8790-9876-X
- (фр.) « Préface », Les sculptures de Picasso. Photographies de Brassaï, Paris, Assouline, 2005, pp. 1–3 ISBN 2-8432-3790-4
- « Marie-Thérèse Walter and Pablo Picasso. New Insights into a Secret Love », Pablo Picasso and Marie-Thérèse Walter. Between Classicism and Surrealism, Munster, Graphikmuseum Pablo Picasso, (catalogue of the exhibition), Bielefeld, Kerber Verlag, 2004, pp. 27–35 ISBN 3-9366-4659-7
- « Introduction », The Sculptures of Pablo Picasso (catalogue of the exhibition), New York, Gagosian Gallery, 2003, n. p. ISBN 1-8801-5496-X
- « The Encounter of Pablo Picasso and Marie-Thérèse Walter (1927): Thoughts on a Historiographical Revision », Picasso et les femmes, (catalogue of the exhibition), Chemnitz, Kunstsammlungen, Köln, 2002, pp. 162–171 ISBN 3-8321-7268-8

1. ↑  Richardson, John (May 2011). Picasso's Erotic Code. Vanity Fair. Архів оригіналу за 31 грудня 2014. Процитовано 20 грудня 2022.
2. ↑  Landi, Ann (September 2005). Lust in Translation. ART news. с. 90.
3. ↑  Stolz, George (1 лютого 2013). Authenticating Picasso. ARTnews.
4. ↑  24 Karat Gold and Platinum Investment Jewelry™. Menē. Процитовано 21 лютого 2019.
5. ↑  Isaac-Goizé, Tina (10 травня 2018). Jewelry Worth Its Grams in Gold. The New York Times (амер.). ISSN 0362-4331. Процитовано 21 лютого 2019.
6. ↑  Mene Inc. Reports Q4 2018 Preliminary Key Performance Indicators. www.businesswire.com (англ.). 21 лютого 2019. Процитовано 21 лютого 2019.
7. ↑  How Mené is revolutionizing the gold business. Vogue Paris (фр.). 6 лютого 2018. Процитовано 21 лютого 2019.
8. ↑  https://www.gettyimages.ch/detail/nachrichtenfoto/diana-widmaier-picasso-receives-the-chevalier-and-nachrichtenfoto/862049268?language=fr [archive] on Getty Images
9. ↑  https://www.culture.gouv.fr/Nous-connaitre/Organisation-du-ministere/Conseil-de-l-Ordre-des-Arts-et-des-Lettres/Arretes-de-Nominations-dans-l-ordre-des-Arts-et-des-Lettres/Nomination-dans-l-ordre-des-Arts-et-des-Lettres-ete-2022 [archive] on www.culture.gouv.fr
10. ↑  Konigsberg, Eric (June 13 – 20, 2011). Granddaughter (The Talk of the Town). The New Yorker. с. 46.
11. ↑  M. Sheets, Hilarie (February 2005). Picasso on Picasso. ART news. с. 68 – 70.
12. ↑  Kelly, Crow (19 липня 2014). Picasso's Determined Granddaughter Catalogs His Sculptures. Wall Street Journal.
13. ↑  International Foundation for Art Research (IFAR)-Catalogues Raisonnés in Preparation.
14. ↑  Delson, Susan (3 вересня 2015). MoMA Explores Picasso in the Round. The Wall Street Journal.
15. ↑  https://www.museepicassoparis.fr/fr/maya-ruiz-picasso-fille-de-pablo Exhibition "Maya Ruiz-Picasso, Daughter of Pablo" at the Musée national Picasso-Paris
16. ↑  Lesser, Casey (30 листопада 2016). Picasso's Granddaughter on Why Eroticism Is Essential to Art. Artsy. Процитовано 31 січня 2017.
17. ↑  Deitch/Gagosian/Picasso Collaboration, 'Desire,' Hits Miami. Observer (амер.). 29 листопада 2016. Процитовано 31 січня 2017.
18. ↑  Pogrebin, Robin (10 листопада 2016). 'Picasso's Picassos' Unpacks Paintings From the Family Vault. The New York Times. ISSN 0362-4331. Процитовано 31 січня 2017.
19. ↑  Picasso's Picassos - November 10, 2016 - February 18, 2017 - Gagosian. www.gagosian.com (англ.). Архів оригіналу за 28 січня 2017. Процитовано 31 січня 2017.
20. ↑  Boyer, Guy (14 червня 2013). Picasso face aux artistes contemporains au Grand Palais en 2015. Connaissance des Arts.
21. ↑  Duponchelle, Valérie (8 вересня 2015). Diana Widmaier Picasso, l'art dans le sang. Le Figaro.
22. ↑  A. Ruhling, Nancy (Winter 2011). Picasso Period. The Master's Granddaughter Reveals His Greatest Muse. Crazy Love. Lifestyles Magazine n°5772.
23. ↑  Cashdan, Marina (13 квітня 2011). An Exploration of Picasso's Work Through the Lens of His Lover and Muse Marie-Thérèse Walter. The Huffington Post.
24. ↑  Smith, Roberta (22 квітня 2011). Raw Like Chelsea: A Big Tent, Gentrified but Not Gentle. The New York Times.
25. ↑  Popovic, Anja (23 листопада 2005). Picasso Enkelin und die erotische Kunst. Die Welt. с. 38.
26. ↑  Réflexions et perspectives sur la sculpture monumentale de Picasso à partir d'un document d'archive inédit • D. Widmaier Picasso. REVOIR PICASSO (амер.). 24 лютого 2016. Процитовано 2 лютого 2017.